# Alfred Reich
Alfred Reich (* 12. April 1908 in Seitendorf, Niederschlesien; † 28. April 1970 in München) war ein deutscher Gartenarchitekt. Er war ein Mitarbeiter Karl Foersters und ließ sich 1934 in München nieder, wo er sich 1948 als Gartenarchitekt selbstständig machte. Neben der öffentlichen Hand und Wirtschaftsunternehmen waren Angehörige der Münchner Oberschicht der Nachkriegszeit seine Auftraggeber.

## Leben

### Herkunft und Ausbildung

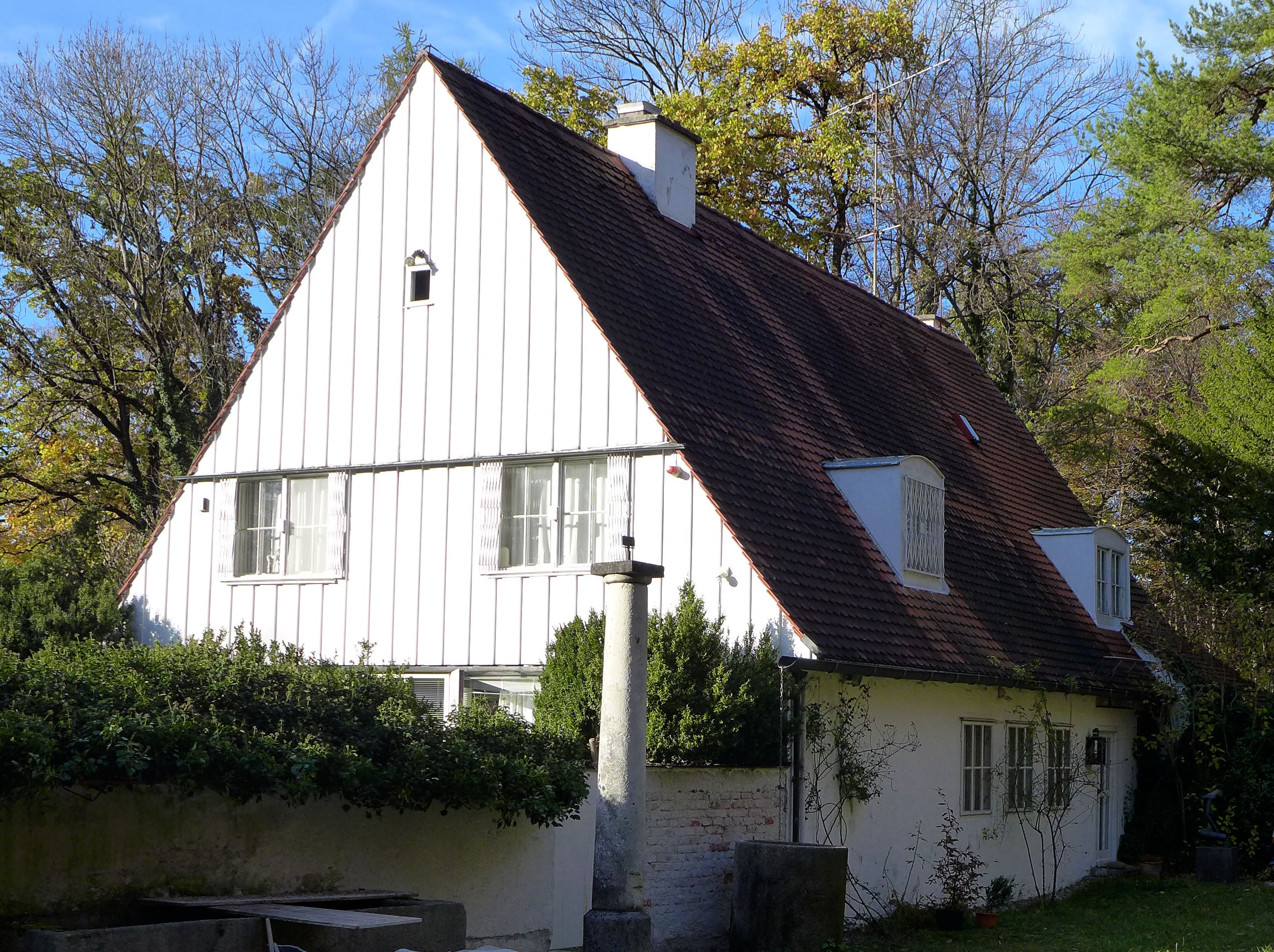
Reichs Wohnhaus in Untermenzing, erbaut von Gustav Gsaenger, seit 2015 Museum Peter Gehring

Reich war der Sohn eines Landwirts, er wuchs mit vier Geschwistern auf. Als kleiner Junge zeigte er Interesse am Gärtnern; die Eltern teilten ihm eine Fläche zum selbstständigen Bewirtschaften zu. Seine Mutter förderte seine Ausbildung. So konnte er als einziges der fünf Kinder die Schulausbildung mit der mittleren Reife abschließen.
Um 1924 begann er seine Ausbildung zum Gärtner in der Schlossgärtnerei der Grafen von Hochberg von Schloss Fürstenstein. Dessen Garten strahlte „die heitere südliche Atmosphäre der italienischen Renaissance aus“. Reich servierte der fürstlichen Familie und ihren Gästen Trauben, Erdbeeren und Orangen aus den Gewächshäusern, schmückte die Räume mit Blumen und lernte aristokratische Umgangsformen kennen. Der Adel und sein Lebensstil wurde für ihn zum Maßstab von Hochkultiviertheit.
Von etwa 1927 bis 1929 arbeitete er in Stettin in einer Friedhofsgärtnerei.

### Auslandsaufenthalte
Die Jahre 1929 bis 1931 verbrachte er in Italien und in der italienischen Schweiz. Im Tessin arbeitete er in einer Terrassengärtnerei und erhielt eine Anstellung bei Friedrich Leopold von Preußen, der in der Villa Favorita in Castagnola am Luganersee in enormem Luxus lebte. Reich war für ihn als Gärtner und Florist tätig. Wenn der Fürst nach Esskastanien verlangte, die am Ort nicht zu erhalten waren, hatte Reich sie in Mailand zu besorgen und unternahm dafür eine Tagesreise.
In dieser Zeit besuchte er Gartenanlagen in Oberitalien, Florenz und Rom. 1931 unternahm er eine zweimonatige Reise durch Spanien, bei der er unter anderem Barcelona, Aranjuez, Valencia, Sevilla und Granada besuchte. Ausführlich besichtigte er den Pacalio de Generalife und seine Gärten, den Escorial und die Gärten der Alhambra. Weitere Reisen führten ihn in die Schweiz und nach Frankreich mit Besichtigungen von Versailles, Vaux-le-Vicomte und dem Parc de Bagatelle.

### Tätigkeit für Karl Foerster
Nach seiner Rückkehr nach Deutschland stellte Karl Foerster ihn 1931 als Gärtner in Bornim an. Später arbeitete Reich als Planer in Foersters Abteilung für Gartengestaltung unter der Leitung von Hermann Mattern und Herta Hammerbacher. Nachdem die Planungsgruppe Foerster-Mattern-Hammerbacher den Wettbewerb für die Gestaltung der Deutschen Siedlungssausstellung der Mustersiedlung Ramersdorf in München-Ramersdorf gewonnen hatte, eröffnete sie ein Zweigbüro in München. Reich zog 1934 nach München, leitete das Büro und überwachte die Einrichtung der Anlagen.
Von Foerster und dessen Gedankengut distanzierte sich Reich später, worauf dieser es ablehnte, ein Vorwort zu Reichs letztem Buch Gärten, die wir lieben (1966) zu verfassen.
1936 heiratete Reich Dela Hagemann. Aus der Ehe gingen eine Tochter und ein Sohn hervor.
1940 wurde er nach Füssen zum Gemüseanbau für die Wehrmacht abkommandiert; seine Frau Dela leitete während seiner Abwesenheit bis 1945 das Planungsbüro.

### Selbstständigkeit
1948 gründete er in München ein eigenes Büro für Gartenarchitektur. Dabei profitierte er von dem Ruf, den er sich als Mitarbeiter Karl Foersters erworben hatte. Im selben Jahr veröffentlichte er sein erstes Buch Gärten, nahrhaft und erfreulich und übernahm bis 1949 die Schriftleitung der Fachzeitschrift Garten + Landschaft. Mit der Reihe Blick über den Zaun hatte er ab 1948 eine eigene Hörfunksendung bei Radio München.
1950 ließ sich das Ehepaar Reich in München-Untermenzing von Gustav Gsaenger ein Wohnhaus errichten. Alfred Reich gestaltete nach seinen Vorstellungen den 3200 m² großen Garten, der bald Gartenenthusiasten zu Besichtigungen anzog.
Reich unternahm weiterhin viele Reisen, vor allem in den Mittelmeerraum, außerdem Studienreisen nach Schweden, Großbritannien und in die USA. In Portugal fand er Gefallen an Straßen und Plätzen mit Steckkieselpflaster, das er bei Siedlungen und in seinem eigenen Garten einsetzte.
Reich starb 1970. Nach dem Tod seiner Frau Dela wurden Haus und Garten 1998 von dem Ehepaar Birgit Andrea Gehring und Peter Gehring übernommen. Seit 2010 stehen Haus und Garten als Ensemble unter Denkmalschutz. Birgit Andrea Gehring eröffnete das Gebäude und den Skulpturengarten 2015 als privates Museum Peter Gehring.
Das Archiv Alfred Reichs befindet sich am Lehrstuhl für Landschaftsarchitektur und Entwerfen in der Hochschule für angewandte Wissenschaften Weihenstephan-Triesdorf.

## Werk
Seine Kenntnisse als Gartenarchitekt, wie er sich selbst bezeichnete, hatte sich Reich autodidaktisch angeeignet. Den Schwerpunkt seiner Arbeit sah er im Schaffen von Gartenkunst. Das wissenschaftliche Studium seines Fachs lehnte er als Zeitvergeudung ab.
Sein Hauptwerk sind private Gärten in München und Süddeutschland, denen seine Leidenschaft galt. Von ihnen sind nur wenige unverändert erhalten. Daneben gestaltete er Freiflächen im Öffentlichen Raum.

### Stil
In den 1950er-Jahren vertrat Reich den malerisch-naturhaften Gartenstil mit organischen Formen. Berühmt wurde seine „Reich’sche Säge“, eine Wellenlinie. In dem Jahrzehnt der malerischen Gartenbilder bediente Reich die Italiensehnsucht der Deutschen mit der Vorliebe für Patios, wich jedoch von den damals modischen Gartenelementen ab und verzichtete auf Elemente wie nierenförmige Wasserbecken. Seine Pflanzungen wirkten bereits besonders schwerelos, filigran und reduziert.
Sein Stil wandelte sich in den 1960er-Jahren zum architektonischen Gartenstil, dessen Reduziertheit nicht durchweg Zustimmung fand. In dem Aufsatz Entwicklung zu klaren Formen? stellte er 1962 drei Gärten im orthogonalen System vor. Der Artikel erregte Aufsehen; die Landschaftsarchitektin Marketa Haist (* 1960) sah ihn als einen der Wendepunkte in der Gartengestaltung der Nachkriegszeit an. Mit der Vorherrschaft des rechten Winkels wollte er Ruhe und Ordnung in den Garten bringen. Charakteristisch für seine Gartenarchitektur war die Abgrenzung nach außen. Die Gestaltung durch Wasser entsprach mit Wasserspielen, -becken und -brunnen dem maurischen Stil. Auf die Anlage von Wegen verzichtete Reich weitgehend, er zog große zusammenhängende Rasenflächen vor.
Reich setzte ein umfangreiches Pflanzensortiment ein und folgte bei der Auswahl keiner Ideologie. Eine besondere Vorliebe hatte er seit seinen frühen Aufenthalten in der Schweiz und in Italien für die Pflanzen des Südens. Dass er bei der Bepflanzung Rücksicht auf das rauere Klima in München und der Voralpenregion nehmen musste, bedauerte er. Bei der Zusammenstellung legte er künstlerische Kriterien an. Seine Pflanzenbilder sollten klassische Vorbilder modern umsetzen; Pflanzen hatten sich dem Gesamtgartenraum unterzuordnen. Einen besonderen Stellenwert hatten für ihn immergrüne Pflanzen, die dafür sorgten, dass Gärten auch im Winter auf die Besitzer anziehend wirkten. Er fühlte sich von der Musik inspiriert und suchte in der Gartenkomposition die Dualität von Natur und Architektur. 1967 schrieb er an Lorenz von Ehren: „[Ich] möchte […] wie Karajan das unendlich Zarte neben die Härte der starken Linien setzen. Das ist meine Auffassung von Gartenkunst.“

### Freiflächen

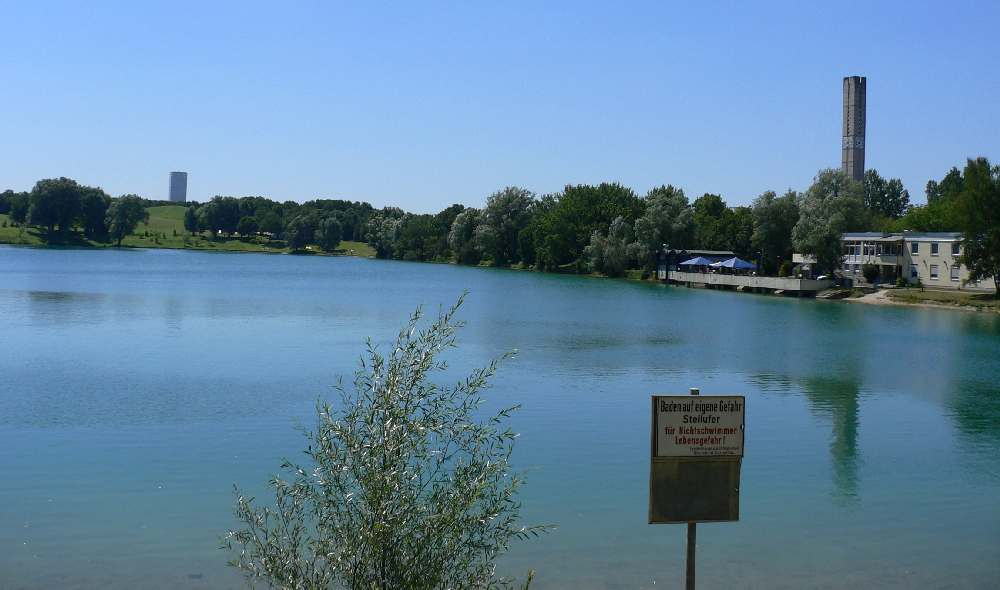
Lerchenauer See

Reich plante Grünanlagen im Öffentlichen Raum und gestaltete die Außenanlagen von Gebäuden. Sein Werk sind die Planungen von Freiflächen der Parkstadt Bogenhausen, der Siedlung Hasenbergl, der Großsiedlung Fasanenpark und am Lerchenauer See. Beauftragt wurde er auch mit der Planung der Außenanlagen des Instituts für Chemie der TU München sowie des Instituts für Plasmaphysik.
Daneben hatte er große private Auftraggeber aus der Wirtschaft. Er entwarf die Gestaltung der Außenanlagen der Münchener Rück in der Königinstraße. Für Siemens plante er Außenanlagen in München und anderen Städten. In der Theatiner-Einkaufspassage gestaltete er den Hof mit den drei Ochsenherzbrunnen.

### Hausgärten
Reichs intensivste Schaffensperiode im Entwurf von Hausgärten waren die 1950er- und 1960er-Jahre. Seine Auftraggeber entstammten einer schmalen Oberschicht dieser Zeit mit großem Reichtum. Entsprechend plante Reich Gärten zum Beispiel für Bungalows, die noch in den 1960er-Jahren mit einem Dienstmädchenzimmer gebaut wurden. Sie entsprachen dem Prototyp eines amerikanischen Einfamilienhauses, der in der Nachkriegszeit zum „umjubelten Vorbild“ wurde. Bungalows mit Gärten von
500 bis 3000 m² entstanden vor allem an Stadträndern in ganzen Siedlungen. Zweigeschossige Walmdachgebäude waren die bevorzugten Wohnhäuser von Reichs konservativer eingestellten Kunden.
Auf die Kunden übten Reichs extravagante Erscheinung, sein ausgeprägtes Selbstbewusstsein und Charisma sowie seine im Selbststudium angeeignete Bildung Anziehungskraft aus. Während er einerseits konservativ war, Modisches und Kurzlebiges ablehnte, entsprach seine Aufgeschlossenheit gegenüber der Moderne der Architektur seinem Gartenstil. Für seine Privatkunden war neben dem Wohnhaus ein von Reich entworfener Garten ein Statussymbol; er selbst nannte seine Gärten „sündhaft teuer“. Über den dichten Rasen schritt man wie über einen edlen Teppich, plätschernde Brunnen „verwöhnten das Ohr“, dazu gehörten „klug bemessene Treppenstufen, auf welchen man nicht anders konnte als graziös zu schreiten“. Reich stattete die Gärten mit Terrakotten aus Florenz, eigens angefertigten Swimmingpools, Solitärpflanzen aus norddeutschen Baumschulen und aufwendig verlegten Natursteinbelägen aus.
Potenzielle Kunden, die er als zu wenig vermögend ansah, nahm er nicht an. Die Mutter von Soraya Esfandiary Bakhtiary, für die die Tochter anfragen ließ, hatte ihm nicht genug Noblesse, wie er auch weitere Personen der Regenbogenpresse abwies. Seine Kunden stammten aus der Spitze der Gesellschaft, aus Wirtschaft, Politik, Medizin und Adel.

## Veröffentlichungen
- Gärten, nahrhaft und erfreulich. Ideen, Vorschläge, Bilder. Bruckmann, München 1948.
- Gärten, die uns glücklich machen. Bruckmann, München 1956 (vollständig veränderte Neuausgabe von Gärten, nahrhaft und erfreulich).
- Gärten, die wir lieben. Bruckmann, München 1966 (deutsch, englisch).